# Matt Heinz
Matthew G. Heinz (sinh ngày 6 tháng 6 năm 1977) là một bác sĩ và chính khách người Mỹ. Đảng viên Dân chủ, ông được Tổng thống Barack Obama bổ nhiệm vào tháng 6 năm 2013 với tư cách là Giám đốc tiếp cận nhà cung cấp tại Văn phòng đối ngoại và chính phủ, một bộ phận của Bộ Y tế và Dịch vụ Nhân sinh Hoa Kỳ. Heinz được giao nhiệm vụ giúp Bộ trưởng Kathleen Sebelius triển khai Đạo luật Chăm sóc Giá cả phải chăng, với một khía cạnh trong công việc của ông là làm việc với các tổ chức LGBT trên cả nước khi họ thông báo cho các thành viên của họ về các lựa chọn của họ ở mỗi bang. Trong một hoặc hai ngày cuối tuần mỗi tháng, Heinz tiếp tục công việc của mình như một bệnh viện ở Tucson, Arizona. Heinz rời vị trí vào tháng 3/2015.
Trước khi được bổ nhiệm, Heinz là thành viên của Hạ viện Arizona từ Khu vực 29. Được bầu lần đầu vào năm 2008, ông nhậm chức vào ngày 12 tháng 1 năm 2009, giành chiến thắng trong cuộc bầu cử lại vào năm 2010 và đến cuối nhiệm kỳ thứ hai, ông đã ứng cử vào Quốc hội Hoa Kỳ.

## Đời tư, giáo dục và sự nghiệp y tế
Heinz có bằng Cử nhân Hóa học tại Albion College và có bằng MD của Trường Đại học Y Wayne State. Năm 2000, ông được cấp học bổng về phẫu thuật mạch máu tại Trường Y Harvard, nơi ông tiến hành nghiên cứu. Ông đã hoàn thành việc lưu trú tại khoa nội tại Đại học Arizona và là một bác sĩ thực hành tại Trung tâm Y tế Tucson.
Ông là người gốc Lebanon và Đức. Heinz là người đồng tính công khai và chiến dịch của ông cho cơ quan lập pháp bang Arizona đã giành được sự ủng hộ của Quỹ Chiến thắng đồng tính nam và đồng tính nữ.